# Eustochio (nome)
Eustochio  è un nome proprio di persona italiano maschile e femminile.

## Varianti
- Femminili: Eustochia[1][2][3][4]
  - Alterati: Eustochietta[3]

### Varianti in altre lingue
Maschili
- Catalano: Eustoqui
- Greco antico: Εὺστόχιος (Eustochios)
- Greco moderno: Ευστόχιος (Eustochios)
- Latino: Eustochius[2][3]
- Portoghese: Eustóquio
- Russo: Евстохий (Evstochij)
- Spagnolo: Eustoquio

Femminili
- Catalano: Eustòquia
- Greco antico: Εὺστόχια (Eustochia)
- Greco moderno: Ευστοχία (Eustochia)
- Latino: Eustochia[3]
- Portoghese: Eustóquia
- Russo: Евстохия (Evstochija)
- Spagnolo: Eustoquio, Eustoquia

## Origine e diffusione
Deriva dal nome greco Εὺστόχιος (Eustochios), latinizzato in Eustochius. Si basa sul termine greco antico ευστοχον (eustochon), che è composto dalle radici εὖ (eu, "bene") e στείχω (steicho, "andare dritto", "andare in ordine") oppure στόχος (stòchos, "bersaglio", "mira", da στοχαζεσθαι, stochazesthai, "mirare", "colpire"), quindi vuol dire "abile nel lanciare", "che ha buona mira", "che mira bene", o in senso lato "ingegnoso", "avveduto", "sagace". Alcune fonti lo interpretano invece come "fortunato".
Il nome venne portato da alcuni personaggi della Grecia antica, ma deve la sua diffusione al culto di santa Eustochio, figlia di santa Paola romana. Il suo nome era in realtà Eustochia, ma di un testo latino in cui era citato nella forma Eustochium (un caso neutro) venne travisata la sintassi, quindi Eustochium (con il greco Eustochion) divennero le forme usuali del nome; ad oggi svariate fonti riportano come forme greca antica e latina Eustochion ed Eustochium (al maschile, al femminile o entrambi), cosa che ha portato l'italiano "Eustochio", regolarmente maschile ed affiancato dal femminile "Eustochia", ad avere anche valenza femminile.

## Onomastico
L'onomastico può essere festeggiato in una qualsiasi di queste date per il maschile:
- 19 settembre, sant'Eustochio, vescovo di Tours[11][12][13]
- 16 novembre, sant'Eustochio, martire con i santi Elpidio, Marcello e altri compagni sotto Flavio Claudio Giuliano[11][12][13]

E in queste altre date per il femminile:
- 20 gennaio, sant'Eustochia Calafato, monaca clarissa[12]
- 13 febbraio, beata Eustochio Bellini, religiosa benedettina[12]
- 3 marzo o 27 ottobre, santa Teresa Eustochio Verzeri, fondatrice delle Figlie del Sacro Cuore di Gesù della Verzeri[12]
- 28 settembre, sant'Eustochio, figlia di santa Paola e discepola di san Girolamo[1][3][8][12][13]
- 2 novembre, santa Eustochio, vergine e martire a Tarso sotto Flavio Claudio Giuliano[1][13]

## Persone

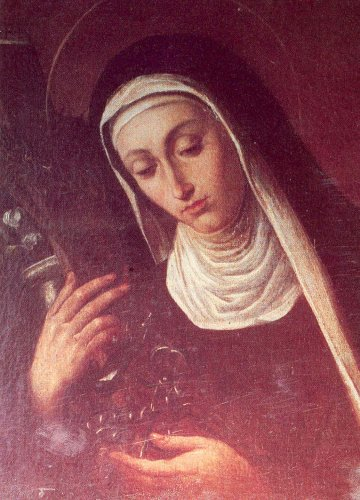
Eustochia Calafato

### Maschile
- Eustochio, patriarca di Gerusalemme
- Eustochio, vescovo di Tours

### Femminile
- Giulia Eustochio, nobile e santa romana
- Eustochio Bellini, religiosa italiana
- Eustochia Calafato, religiosa italiana
- Teresa Eustochio Verzeri, religiosa italiana

## Curiosità
- Eustochia è stato lo pseudonimo di Laura Dianti, favorita nel Cinquecento del duca Alfonso I d'Este di Ferrara.